# Мьин Мьин Кхин
Мьин Мьин Кхин (бирм. မြင့်မြင့်ခင်) — бирманская актриса
 и певица
. Пятикратный лауреат премии национальной киноакадемии. Считается[кем?] одной из самых известных актрис Бирмы.

## Биография
Мйин Мйин Кин родилась 11 августа 1934 года в смешанной семье: её отец, E. A. Fairmen, — британский инженер, выросший в Индии, мать, До Со Чжи, — бирманка. В детстве будущая актриса посещала католическую школу в Янгоне. В 18 лет начала карьеру актрисы. В 1957 году получила первую премию национальной киноакадемии Бирмы за фильм Чжиньима (бирм. ချစ်ညီမ, в советском прокате — «Цветок любви»). В дальнейшем ещё четырежды была отмечена этой премией, тем самым поставив рекорд в истории бирманского кинематографа.
Замужем за адвокатом У Кхин Маун Ньюном (умер в 2010 году). Пара воспитала пятерых детей.